# Акарай
Планина Акарай (на португалски: Serra Acaraí, Сера Акарай; на френски: Montes Acara, Монтес Акара) е планинска верига, разположена на границата на Бразилия с Гвиана.
Районът обхващащ планината е покрит с тропически гори.
Акарай е сред 4-те главни планински вериги, които съставят Гвианската планинска земя, наред с Пакарайма, Иматака и Кануку.
Дължината на планината е около 130 км, най-високият връх е висок 1009 метра и има координати 1°22′ с. ш. 59°11′ з. д. / 1.366667° с. ш. 59.183333° з. д..
На изток планината Акарай става планина Тумук Хумук. Планината е открита през 1970 г. с космически спътник.